# 2919 Dali
A 2919 Dali (ideiglenes jelöléssel 1981 EX18) a Naprendszer kisbolygóövében található aszteroida. Schelte J. Bus fedezte fel 1981. március 2-án.